# Hrabstwo Custer (Dakota Południowa)
Hrabstwo Custer (ang. Custer County) – hrabstwo w stanie Dakota Południowa w Stanach Zjednoczonych. Obszar całkowity hrabstwa obejmuje powierzchnię 1559,14 mil² (4038,15 km²). Według szacunków United States Census Bureau w roku 2009 miało 7924 mieszkańców.
Hrabstwo powstało w 1875 roku.

## Miejscowości
- Buffalo Gap
- Custer
- Fairburn
- Pringle
- Hermosa[3].

## Atrakcje
- Pomnik Szalonego Konia